# Александру Влахуце
Александру Влахуце (рум. Alexandru Vlăhuţă; нар. 5 вересня 1858, Плешешті — †19 листопада 1919, Бухарест) — румунський поет і прозаїк.

## Біографія
Дебютував в бухарестському журналі «Revista Noua». Заснував журнал «Viata» (Життя) і пізніше, спільно з великим поетом Джордже Кошбук, редагував журнал «Semanatorul» (Сівач). Обидва журнали мали велике значення в румунській літературі кінця XIX століття.
Отримавши пропозицію міністра народної освіти скласти «художню географію» Румунії, Влахуце об'їздив всю країну і написав книгу «Romînia Pitoreasces» (Мальовнича Румунія), яка містить найяскравіші сторінки румунської прози. У цій книзі Влахуце з успіхом користується архаїзмами і встановлює право літературного громадянства за цілою низкою провінціалізмів.
Особистість письменника знайшла яскраве вираження в його віршах «Poesii» (Поеми) і «Jubire» (Любов), пройнятих песимізмом. Будучи на початку своєї творчості одним з послідовників румунського поета Емінеску, Влахуце в віршах малює тьмяну повсякденність, говорить про свою відразу до життя і скаржиться на сумний вигляд світу.
Однак через деякий час в його ліриці песимізм поступився місцем оптимізму. Влахуце — автор відомої в Румунії сатири «Undevsnesiut visatoiri» (Де наші мрійники). Його вплив на румунську молодь довоєнного часу величезний. За час війни 1914-1918 Влахуце відійшов від літературної діяльності і до самої смерті нічого більше не писав.